# Chrysina adelaida
Chrysina adelaida är en skalbaggsart som beskrevs av Hope 1840. Chrysina adelaida ingår i släktet Chrysina och familjen Rutelidae. Inga underarter finns listade i Catalogue of Life.